# Anomalocalyx uleanus
Anomalocalyx es un género monotípico de plantas perteneciente a la familia de las euforbiáceas. Su única especie: Anomalocalyx uleanus, es originaria de Brasil, donde se encuentra en la Amazonia distribuida por Amapá y Amazonas.

## Taxonomía
Anomalocalyx uleanum fue descrita por (Pax & K.Hoffm.) Ducke y publicado en Notizblatt des Botanischen Gartens und Museums zu Berlin-Dahlem 11: 344. 1932.
Sinonimia
- Dodecastigma uleanum (Pax & K.Hoffm.) G.L.Webster
- Cunuria uleana Pax & K.Hoffm.[4]